# Heinrich Schaller (Philosoph)
Heinrich Schaller (* 24. September 1900 in Johanngeorgenstadt; † 1985) war ein deutscher Philosoph und Kulturhistoriker.

## Leben und Wirken
Er war der Sohn des Lehrers Ernst Schaller und stammte aus dem sächsischen Erzgebirge. In Lauter besuchte er die Volksschule und danach die Thomasschule in Leipzig. Nach dem Schulabschluss studierte er und promovierte an der Universität Leipzig 1928 zum Dr. phil. 1936 habilitierte er sich in Dresden, wo er als Privatgelehrter lebte. Er beschäftigte sich mit Philosophie, Kultur- und Geistesgeschichte und publizierte zu diesen Themen. Im Zweiten Weltkrieg erschien seine mehrbändige Kulturgeschichte Europas.

## Schriften (Auswahl)
- Zeit und Gesetzlichkeit. Leipzig 1927
- Die Weltanschauung des Mittelalters. Oldenbourg, München, Berlin 1932.
- Die Reformation. Oldenbourg, München, Berlin 1934.
- Die Renaissance. München 1935.
- Die Welt des Barock. München 1936.
- Urgrund und Schöpfung. 1939.
- Die europäische Kulturphilosophie. Ernst Reinhardt, München 1940.
- Metaphysik. Urgrund und Schöpfung, Ernst Reinhardt, München 1941